# Acroporium procerum
Acroporium procerum är en bladmossart som beskrevs av Fleischer 1923. Acroporium procerum ingår i släktet Acroporium och familjen Sematophyllaceae. Inga underarter finns listade i Catalogue of Life.